# Дамуазо (лунный кратер)
Кратер Дамуазо (лат. Damoiseau) — небольшой ударный кратер в западной части Океана Бурь на видимой стороне Луны. Название присвоено в честь французского астронома Мари Шарля Дамуазо (1768—1846) и утверждено Международным астрономическим союзом в 1935 г. Образование кратера относится к позднеимбрийскому периоду.

## Описание кратера

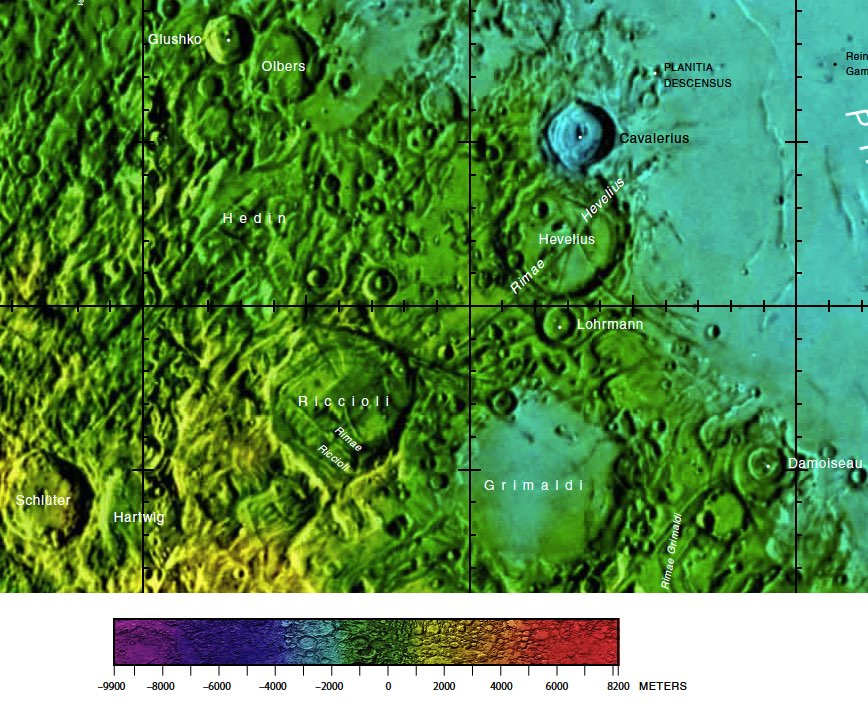
Окрестности кратера Дамуазо. Фрагмент карты видимой стороны Луны.

Ближайшими соседями кратера являются огромный кратер Гримальди на западе, небольшой кратер Лорман на северо-западе, маленький кратер Герман на северо-востоке, маленький кратер Флемстид на востоке, крупный кратер Ханстен на юго-востоке и кратер Сирсалис на юге. На юго-западе от кратера располагаются борозды Гримальди, на юге от кратера находится широкая безымянная долина перекрытая сателлитными кратерами Дамуазо C и Дамуазо B (см. ниже), на северо-востоке - сателлитный кратер Дамуазо H, затопленный лавой при образовании Океана Бурь и сомкнувшийся с последним. Селенографические координаты центра кратера 4°51′ ю. ш. 61°15′ з. д. / 4,85° ю. ш. 61,25° з. д., диаметр 36,7 км, глубина 1,25 км.
Кратер незначительно разрушен и имеет полигональную форму с выступами в северо-восточной и юго-восточной частях, находится внутри останков древнего кратера большего по диаметру приблизительно в два раза, являясь концентричным по отношению к последнему. Вал кратера с острой кромкой в западной части, сглаженный в восточной части, с узким внутренним склоном. высота вала над окружающей местностью достигает 990 м. Дно чаши пересеченное, имеется ряд хребтов, покрыто сетью борозд. Относительно ровной является южный участок чаши. Объем кратера составляет приблизительно 940 км³. 

## Сечение кратера
На приведенном графике представлено сечение кратера в различных направлениях, масштаб по оси ординат указан в футах, масштаб в метрах указан в верхней правой части иллюстрации.

## Сателлитные кратеры
| Дамуазо | Координаты                                          | Диаметр, км |
| ------- | --------------------------------------------------- | ----------- |
| A       | 6°22′ ю. ш. 62°35′ з. д. / 6,36° ю. ш. 62,59° з. д. | 47,3        |
| B       | 8°31′ ю. ш. 61°43′ з. д. / 8,51° ю. ш. 61,71° з. д. | 20,4        |
| BA      | 8°17′ ю. ш. 59°07′ з. д. / 8,28° ю. ш. 59,12° з. д. | 8,7         |
| C       | 9°08′ ю. ш. 62°38′ з. д. / 9,14° ю. ш. 62,64° з. д. | 13,7        |
| D       | 6°26′ ю. ш. 63°17′ з. д. / 6,43° ю. ш. 63,29° з. д. | 16,3        |
| E       | 5°13′ ю. ш. 58°25′ з. д. / 5,22° ю. ш. 58,42° з. д. | 13,6        |
| F       | 7°53′ ю. ш. 62°18′ з. д. / 7,89° ю. ш. 62,3° з. д.  | 9,5         |
| G       | 2°31′ ю. ш. 55°46′ з. д. / 2,51° ю. ш. 55,76° з. д. | 3,8         |
| H       | 3°52′ ю. ш. 59°58′ з. д. / 3,87° ю. ш. 59,96° з. д. | 44,9        |
| J       | 4°04′ ю. ш. 62°09′ з. д. / 4,07° ю. ш. 62,15° з. д. | 6,7         |
| K       | 4°44′ ю. ш. 60°28′ з. д. / 4,74° ю. ш. 60,47° з. д. | 18,5        |
| L       | 4°33′ ю. ш. 59°24′ з. д. / 4,55° ю. ш. 59,4° з. д.  | 14,9        |
| M       | 5°05′ ю. ш. 61°23′ з. д. / 5,08° ю. ш. 61,38° з. д. | 58,3        |

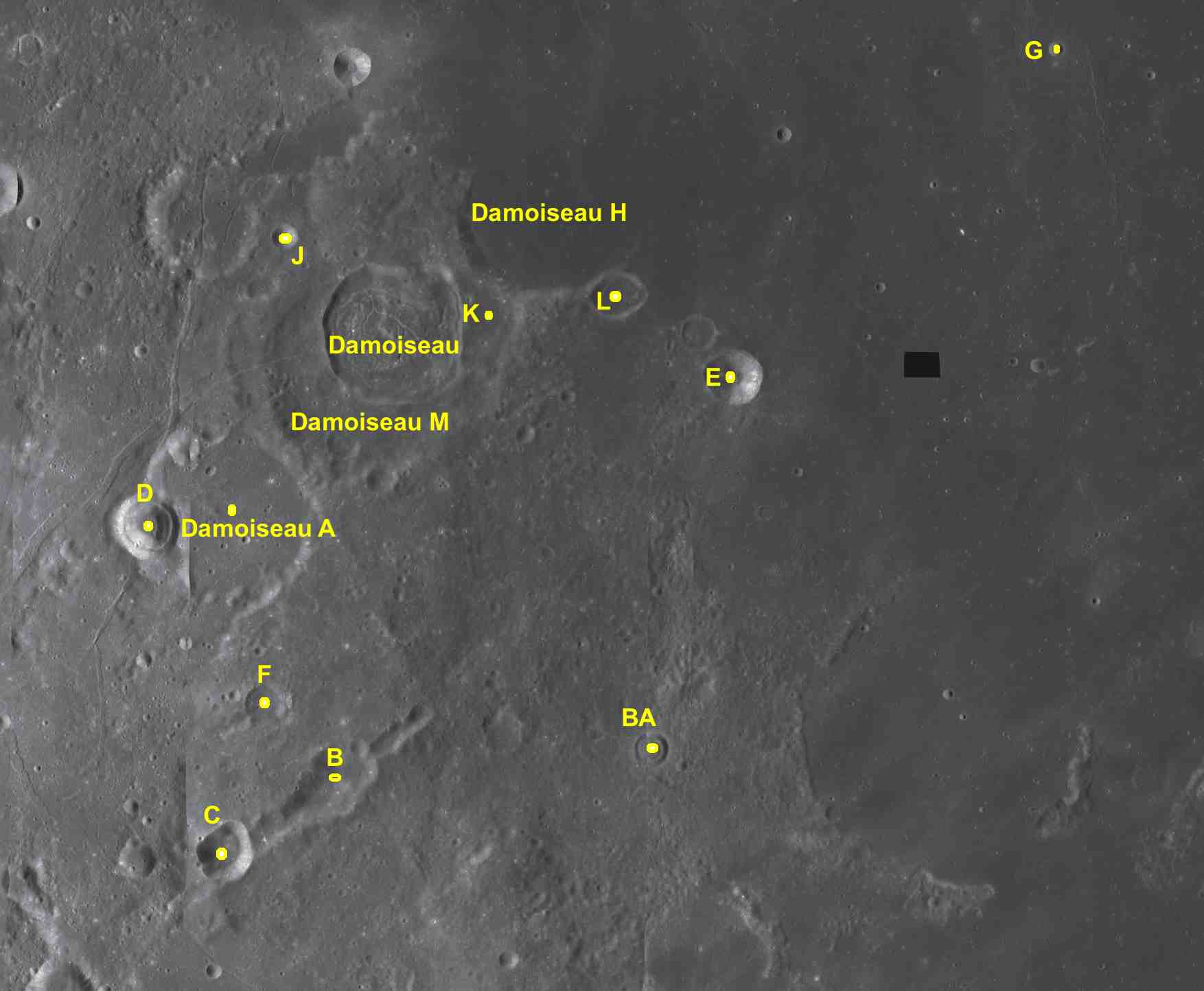
Фрагмент карты LAC-74.

- Сателлитные кратеры Дамуазо BA и Дамуазо D являются коцентрическими кратерами.

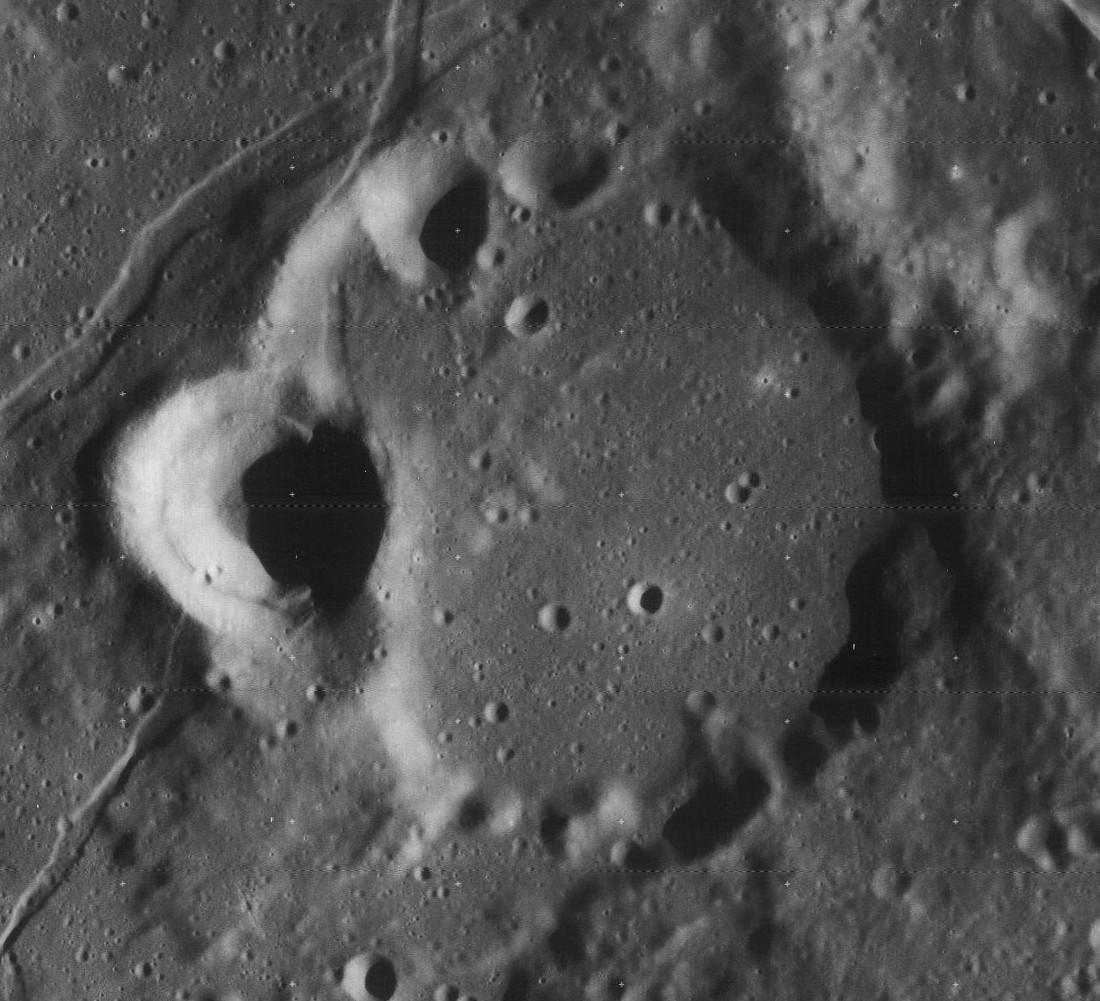
Сателлитные кратеры Дамуазо A и D. Снимок зонда Lunar Orbiter - IV.
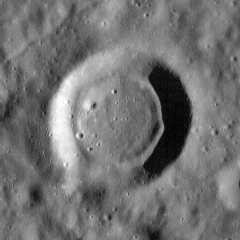
Сателлитный кратер Дамуазо BA. Снимок зонда Lunar Reconnaissance Orbiter.
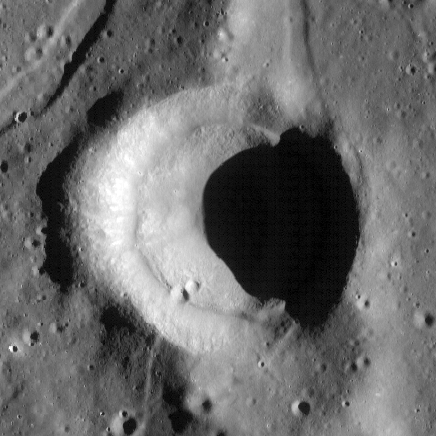
Сателлитный кратер Дамуазо D. Снимок зонда Lunar Reconnaissance Orbiter.